# Konstantin Ivanov
Konstantin Konstantinovitj Ivanov (russisk: Константи́н Константи́нович Ивано́в, tr. Konstantín Konstantínovitj Ivanóv; født 8. maj 1907 i Jefremov, Tula guvernement (nu Tula oblast), Det Russiske Kejserrige, død 15. april 1984 i Moskva, Sovjetunionen) var en russisk dirigent og komponist.
Ivanov studerede direktion og komposition på Moskva musikkonservatorium, hvor han fik afgangseksamen i 1937.
Han har dirigeret mange russiske symfoniorkestre som feks. Bolsjojteatrets Orkester, USSR's Radiosymfoniorkester, Moskvas Radiosymfoniorkester og USSR's Statssymfoniorkester. Han har indspillet en stor mængde orkesterværker med både kendte og ukendte komponister, specielt komponister fra Rusland.
Ivanov var også en fremragende komponist, som dog ikke skrev så meget andet end et par orkesterværker. Hans Space Symphony (tilegnet den russiske astronaut Jurij Gagarin) er et bemærkelsesværdigt værk, som han selv indspillede på det russiske pladeselskab Melodija (1978). Han er dog mest kendt som dirigent.

## Diskografi som komponist
- Rum Symfoni - I fis-mol "Til minde om "Jurij Gagarin" (1975) - for orkester
- Symfonisk Kantate "Ungdommens herlighed" (19?)  - for kor og orkester
- Kontrabaskoncert (1977) - for kontrabas og orkester